# Géry
Géry är en kommun i departementet Meuse i regionen Grand Est (tidigare regionen Lorraine) i nordöstra Frankrike. Kommunen ligger i kantonen Vavincourt som tillhör arrondissementet Bar-le-Duc. År 2022 hade Géry 54 invånare.

## Befolkningsutveckling
Antalet invånare i kommunen Géry
| Referens: INSEE |